# Hofanlage Wallhöfener Straße 33
Die Hofanlage Wallhöfener Straße 33 in der niedersächsischen Gemeinde Vollersode-Wallhöfen wurde zur Mitte des 18. und im 19. Jahrhundert gebaut. Aktuell (2025) wird sie zum Wohnen und gewerblich genutzt.
Das Gebäude steht unter Denkmalschutz (siehe auch Liste der Baudenkmale in Vollersode).

## Geschichte und Beschreibung
Die Gemeinde Vollersode wurde erstmals 1185 als Valdersha erwähnt und ist heute Teil der Samtgemeinde Hambergen. Im Ort stehen eine Reihe von Hofanlagen in Einzellagen.
Die Hofanlage auf großem Grundstück besteht aus
- dem eingeschossigen giebelständigen Wohn- und Wirtschaftsgebäude von 1750 (Inschrift) als Zweiständer-Hallenhaus in Fachwerk mit Steinausfachungen, mit reetgedecktem Krüppelwalmdach mit Uhlenloch und Grooter Door mit Korbbogen; einige Wände wurden teilweise massiv ersetzt,[2]
- der traufständigen langen Scheune von um 1850 in Fachwerk mit Steinausfachungen und Satteldach,[3]
- dem kleinen Stall von um 1900 in Backstein mit Satteldach.[4]

Das Landesdenkmalamt befand u. a.: „…ortsgeschichtlicher, gebäudetypischer, orts- und hofbildprägender Zeugniswert …“